# Dwars door Vlaanderen 2013
La Dwars door Vlaanderen 2013, sessantottesima edizione della corsa, valida come evento dell'UCI Europe Tour 2013 categoria 1.1, si svolse il 20 marzo 2013 su un percorso di 199,7 km. Fu vinta dall'italiano Oscar Gatto, che giunse al traguardo in 4h43'40" alla media di 42,23 km/h.
Conclusero la gara 64 dei ciclisti alla partenza.

## Squadre e corridori partecipanti
| N.      | Cod. | Squadra                |
| ------- | ---- | ---------------------- |
| 1-8     | OPQ  | Omega Pharma-Quickstep |
| 11-17   | ALM  | AG2R La Mondiale       |
| 21-28   | AST  | Astana Pro Team        |
| 31-38   | GRS  | Garmin-Sharp           |
| 41-48   | KAT  | Katusha Team           |
| 51-58   | VCD  | Vacansoleil-DCM        |
| 61-68   | MOV  | Movistar Team          |
| 71-78   | OGE  | Orica-GreenEDGE        |
| 81-88   | RLT  | RadioShack-Leopard     |
| 91-98   | TST  | Team Saxo-Tinkoff      |
| 101-107 | SKY  | Sky Procycling         |
| 111-118 | ARG  | Team Argos-Shimano     |

| N.      | Cod. | Squadra                     |
| ------- | ---- | --------------------------- |
| 121-128 | LTB  | Lotto-Belisol Team          |
| 131-138 | VIN  | Vini Fantini-Selle Italia   |
| 141-148 | IAM  | IAM Cycling                 |
| 151-158 | COF  | Cofidis, Solutions Credits  |
| 161-168 | EUC  | Team Europcar               |
| 171-178 | TSV  | Topsport Vlaanderen-Baloise |
| 181-188 | AJW  | Accent Jobs-Wanty           |
| 191-198 | CRE  | Crelan-Euphony              |
| 201-208 | TNE  | Team NetApp-Endura          |
| 211-218 | CSS  | Champion System             |
| 221-228 | SKT  | An Post-ChainReaction       |

## Ordine d'arrivo (Top 10)
| Pos. | Corridore         | Squadra        | Tempo    |
| ---- | ----------------- | -------------- | -------- |
| 1    | Oscar Gatto       | Vini Fantini   | 4h43'40" |
| 2    | Borut Božič       | Astana         | s.t.     |
| 3    | Mathew Hayman     | Sky Procycling | s.t.     |
| 4    | Mirko Selvaggi    | Vacansoleil    | s.t.     |
| 5    | Thomas Voeckler   | Team Europcar  | s.t.     |
| 6    | Nikolas Maes      | Omega Pharma   | s.t.     |
| 7    | Jens Keukeleire   | Orica-GreenE.  | s.t.     |
| 8    | Maksim Iglinskij  | Astana         | s.t.     |
| 9    | Ian Stannard      | Sky Procycling | a 4"     |
| 10   | Stijn Vandenbergh | Omega Pharma   | a 24"    |